# Goyocephale
Goyocephale ist eine Gattung der Vogelbeckensaurier (Ornithischia) aus der Gruppe der Pachycephalosauria. Er war mit geschätzten 2 Metern Länge ein eher kleiner Pachycephalosaurier, gleichzeitig zählt er zu den am vollständigsten erhaltenen Vertretern dieser Gruppe. Einzige beschriebene Art ist G. lattimorei.

## Merkmale

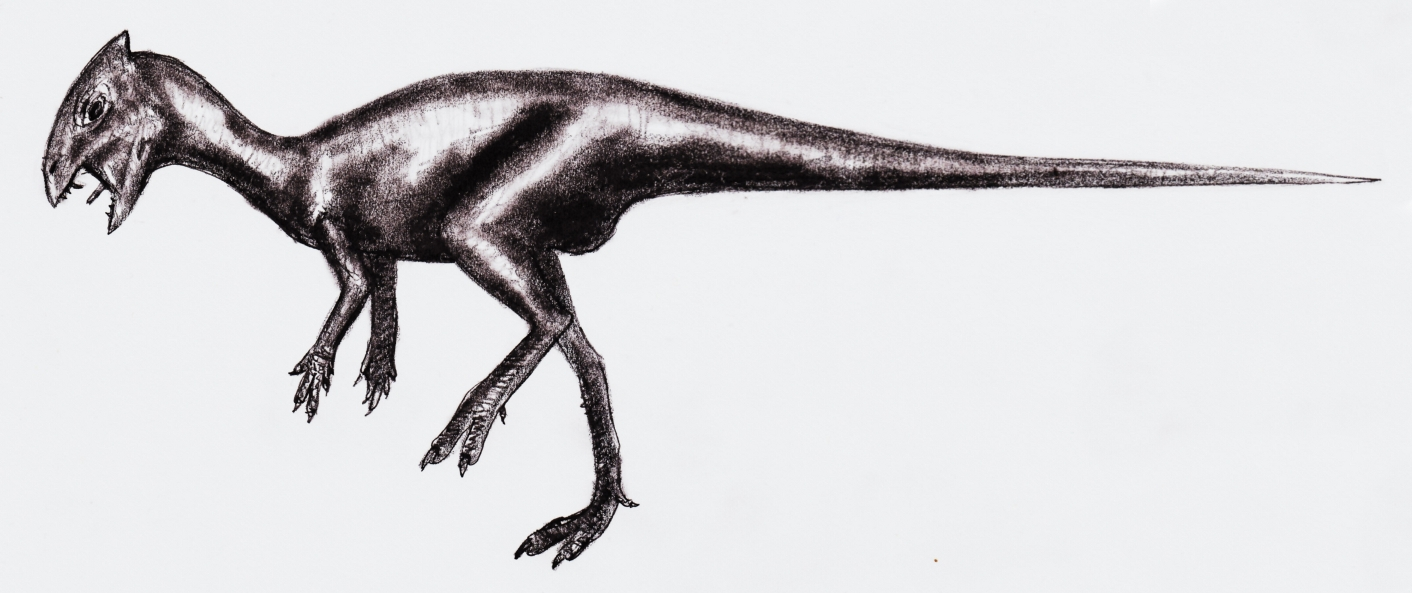
Zeichnerische Darstellung von Goyocephale

Goyocephale war wie alle Pachycephalosaurier durch das verdickte Schädeldach charakterisiert, das aus dem Stirnbein (Frontale) und dem Scheitelbein (Parietale) gebildet wurde. Er zählt dabei zu den flachköpfigen Vertretern dieser Gruppe, bei denen das Schädeldach nicht aufgewölbt und das obere Schädelfenster der Schläfenregion gut entwickelt war. Zu Vermutungen über die Funktion dieses Schädeldaches siehe Funktion des Schädeldachs bei den Pachycephalosauria. 
Wie viele andere Pachycephalosauria besaß Goyocephale unterschiedliche Typen von Zähnen (Heterodontie). Am Praemaxillare, dem vordersten Teil des Oberkiefers, saßen drei eckzahnähnliche Zähne, von denen der hinterste der größte war. Dahinter klaffte eine große Lücke, die dahinterliegenden Zähne des Oberkiefers waren klein und trugen dreieckige Kronen. Der vorderste Zahn des Unterkiefers war ebenfalls eckzahnähnlich und deutlich vergrößert; er wies einen vieleckigen Querschnitt und am äußeren Rand eine scharfe Kante auf. Die übrigen Zähne des Unterkiefers glichen den hinteren des Oberkiefers. Die genaue Funktion dieser Zähne ist nicht bekannt, wie alle Pachycephalosaurier dürfte sich Goyocephale vorwiegend pflanzlich ernährt haben, möglicherweise ergänzt durch Insekten.
Der Rumpf war eher stämmig gebaut, die Rückenwirbel waren durch ineinandergreifende Verbindungen verstärkt und das Becken sehr breit. Die Vordergliedmaßen waren kurz und erreichten nur rund ein Viertel der Länge der Hintergliedmaßen. Die Unterschenkel waren länger als die Oberschenkel, was dafür spricht, dass diese Tiere hohe Geschwindigkeiten erreichten. Sie bewegten sich biped (auf den Hinterbeinen) fort.

## Entdeckung und Benennung
Die fossilen Überreste von Goyocephale wurden in der mongolischen Provinz Öwörchangai-Aimag entdeckt und 1982 erstbeschrieben. Der Gattungsname leitet sich vom mongolischen goyo (=„verziert“) und dem griechischen kephalē (=„Kopf“), einem häufigen Namensbestandteil von Pachycephalosauriern, ab. Typusart und einzig bekannte Art ist G. lattimorei, das Artepitheton ehrt Owen Lattimore, einen in der McCarthy-Ära als Spion bezichtigten US-amerikanischen Professor und Mongoleireisenden. Die Funde werden in die Oberkreide (mittleres Campanium) auf ein Alter von ca. 80 bis 76 Millionen Jahre datiert.

## Systematik
Traditionell wurde Goyocephale innerhalb der Pachycephalosauria in die Homalocephalidae, die Gruppe der urtümlichen, flachköpfigen Vertreter eingegliedert, deren bekanntester Vertreter Homalocephale war und die den kuppelköpfigen, höher entwickelten Pachycephalosauridae gegenüberstanden. Die „Homalocephalidae“ gelten heute allerdings als paraphyletisch, stellen also keine natürliche Verwandtschaftsgruppe dar, da sich die Pachycephalosauridae aus ihnen entwickelt haben. Eine kladistische Untersuchung von T. Maryańska et al. sieht Goyocephale als urtümlichen Vertreter der Pachycephalosauria und als Schwestertaxon der Homalocephaloidea, welche Homalocephale und die kuppelköpfigen Vertreter umfassen. Mit der Entdeckung von Dracorex, einem flachköpfigen, aber hoch entwickelten Pachycephalosaurier, ist die innere Systematik allerdings ins Wanken geraten. Laut R. Sullivan ist es auch denkbar, dass die Entwicklung von kuppelköpfigen zu flachköpfigen Tieren verlief, der flache Schädel also das abgeleitete Merkmal ist. Eine allgemein anerkannte systematische Einordnung von Goyocephale in die Pachycephalosauria gibt es nicht.